# Anton Žgur
Anton Žgur, slovenski rimskokatoliški duhovnik in nabožni pisatelj, * 26. september 1845, Podraga, † 24. avgust 1908, Brezovica pri Ljubljani.

## Življenje in delo
Rodil se je očetu kmetu Antonu st. in materi Tereziji (rojeni Trošt). Gimnazijo je obiskoval v Gorici (1857–1865), teologijo pa študiral v  Gorici (1855–1869) in v Ljubljani (1869–1870) kjer je bil 1870 tudi posvečen. Kaplan je bil v Postojni (1870–1872), na Raki (1872–1876), v Hrenovicah (1876–1878), na Premu (1878–1880) kjer je bil do 1884 tudi župnik, nato je bil župnik še v Loškem Potoku (1884–1887), na Ledinah pri Idriji (1887–1890), v Beli Cerkvi (1890–1899), v Hrenovicah (1899–1904) in od 1904 dalje na Brezovici pri Ljubljani.
Na Žgurjevo pobudo je bila v Podragi ustanovljena Narodno-kmetiška bukvarnica, bila je ena prvih podeželskih čitalnic na Kranjskem, 18. februarja 1868 pa so zanjo odobrili pravila. V Hrenovicah in na Brezovici je ustanovil mlekarski zadrugi.
Manjše prispevke in dopise je začel objavljati 1865 v Novicah. Iz nemščine je priredil tri knjige šmarnic: Mati dobrega sveta, po A. Kerschbaumerju (1874; pomagal mu je Ivan Tavčar, ki je hodil na počitnice na Rako); Marija moja kraljica, po Marien Prediger (1886); Marija Devica majnikova kraljica, po Petru Joh. Beckxu (1986); Cvetlični Marijin vrt pa je ostal v rokopisu.